# Marphysa bernardi
Marphysa bernardi är en ringmaskart som beskrevs av Rullier 1972. Marphysa bernardi ingår i släktet Marphysa och familjen Eunicidae. Inga underarter finns listade i Catalogue of Life.